# Kopparmynt
Se även  Plåtmynt

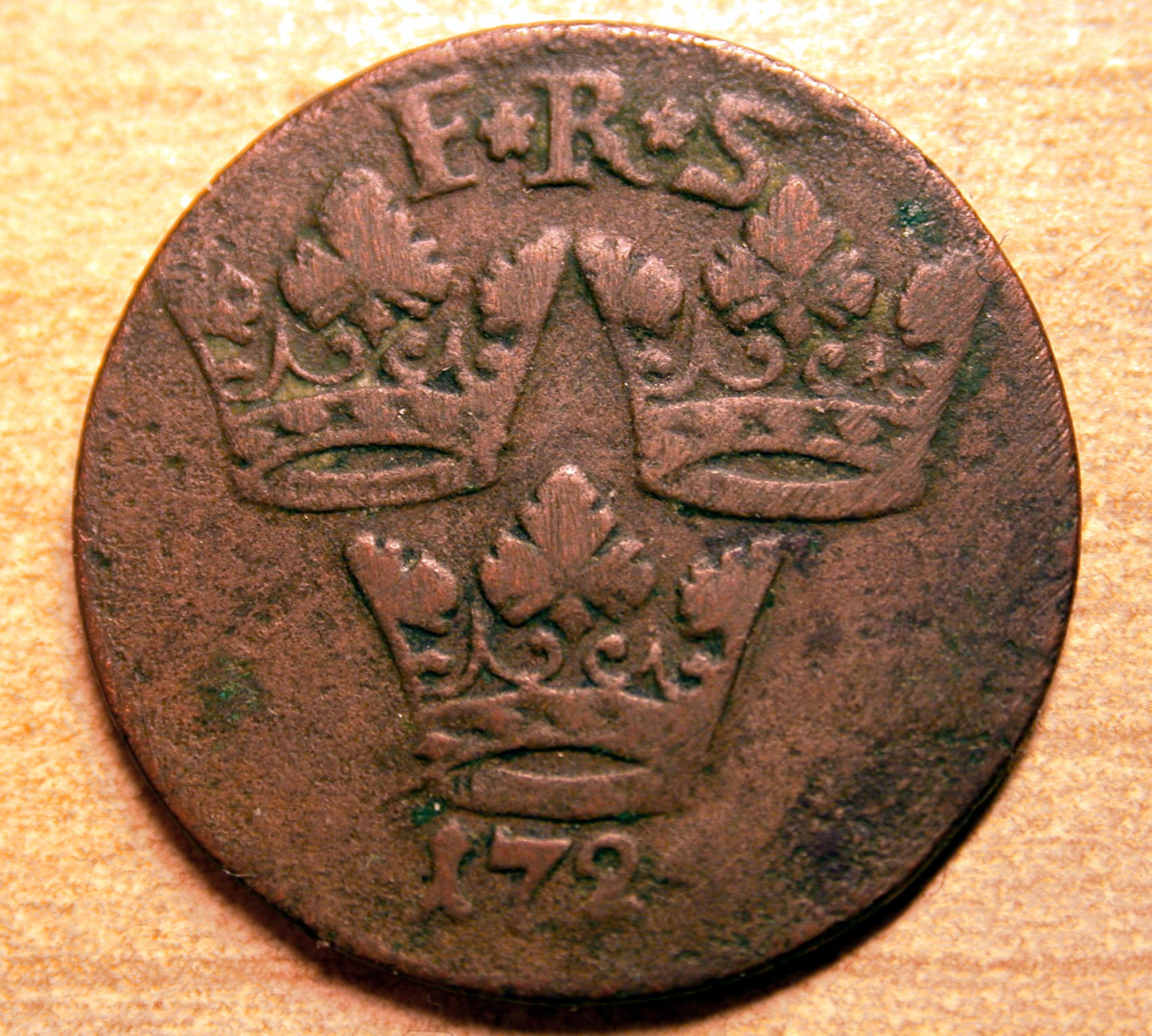
Svenskt 1 öre kopparmynt präglat 1724.

Kopparmynt (KM) är ett mynt av koppar som använts som betalningsmedel, och även fungerat som en egen valuta. Om man bortser från försök att prångla ut mynt med låg silverhalt, ofta med högre silverhalt i ytskiktet, har egentlig kopparmynting förekommit i Sverige från 1624 och har använts som betalningsenhet tillsammans med enheter som daler, öre och mark.
Genom den stora myntningen av kopparmynt och sjunkande kopparpriser uppkom snart två skilda valutor. 1633 motsvarade 2 öre kopparmynt 1 öre silvermynt. Kopparmyntet fortsatte att sjunka i värde, i mitten av 1600-talet motsvarade 1 öre silvermynt 2 1/2 öre kopparmynt och från 1665 3 öre kopparmynt. 1776 genomfördes en myntrealisation, och kopparmyntfoten slopades.
Redan på 1650-talet förekommer mynt i koppar i valutan silvermynt, likaså tillverkas senare silvermynt i valutan kopparmynt.

### Webbkällor
- ”Kopparmynt, NE.se” (avgift krävs). http://ne.se/school/sve/kopparmynt. Läst 19 oktober 2009.